# Andaç, Uludere
Andaç là một xã thuộc huyện Uludere, tỉnh Şırnak, Thổ Nhĩ Kỳ. Dân số thời điểm năm 2011 là 2.88 người.